# Anna Smashnova
Anna Smashnova, född 16 juli 1976 i Minsk, Vitryssland, dåvarande Sovjetunionen, är en israelisk högerhänt tidigare professionell tennisspelare. 

## Tenniskarriären
Anna Smashnova blev professionell spelare på WTA-touren 1991 och tävlade på touren till juli 2007. Under karriären vann hon 12 singeltitlar på WTA-touren och 7 i ITF-arrangerade turneringar. Tolv av sina 19 singeltitlar vann hon på grusunderlag. Hon hade mindre framgång i dubbel och vann ingen titel. Som bäst rankades Smashnova som nummer 15 i singel (februari 2003). Hon spelade totalt in US$2 244 152 i prispengar.
Hon var rankad som nummer ett bland juniorer i Sovjetunionen 1986 - 1990. Som 14-åring 1991, då som inflyttad till Israel, vann hon juniortiteln i Franska öppna.
Perioden 1993 - 1998 vann Smashnova fem singeltitlar i ITF-turneringar. Sin första WTA-titel vann hon i juni 1999 i Tashkent. Säsongen 2000 vann hon sin andra WTA-titel (Knokke-Heist). 
Spelåret 2002 blev Smashnovas främsta. Hon vann då fyra tourtitlar och noterade finalsegrar över spelare som Tatiana Panova och Anna Kournikova. Efter den säsongen rankades hon från februari 2003 som nummer 15. Hon följde upp 2003 med ytterligare två titlar med finalsegrar över Klara Koukalova (Sopot) och Jelena Kostanić. Säsongen 2004 vann hon grusturneringen i Wien genom finalseger över Alicia Molik.
Säsongerna 2005 - 06 vann hon sina sista tre tourtitlar. Efter US Open i september 2006 drog sig Smashnova ur tourspel på grund av vrist och skulderskador. Skadeproblemen fortsatte under 2007, varefter hon i juli 2007 meddelade att hon upphör med spel på touren.   
Anna Smashnova deltog regelbundet i Israels Fed Cup-lag 1992-2006. Hon spelade rekordmånga (73) matcher av vilka hon vann 43.
Hon deltog i olympiska sommarspelen 2004.

## Spelaren och personen
Anna Smashnova flyttade 1990 från Minsk till Israel tillsammans med sina föräldrar och sin bror. Hon bor för närvarande i Herzelia i Israel, men periodvis också i Rom i Italien. 
Smashnova är en typisk baslinjespelare som föredrar spel på grusunderlag. Hennes bästa slag är en enhandsfattad backhand. 
Hon utexaminerades från American International High School utanför Tel Aviv 1995 och fullgjorde militärtjänst i Israel 1997. 

## WTA-titlar
- Singel
  - 2006 - Budapest
  - 2005 - Modena, Budapest
  - 2004 - Wien
  - 2003 - Sopot, Helsingfors
  - 2002 - Auckland, Canberra, Wien, Shanghai
  - 2000 - Knokke-Heist
  - 1999 - Tashkent